# 雪白曲霉
雪白曲霉（学名：Aspergillus niveus）是属于散囊菌目发菌科曲霉属的一种真菌，可生长在土壤等基物上。该种分布于中国、阿根廷、埃及、印度、以色列、巴基斯但、索马里、泰国、美国等地。